# Chengdu Open 2017
Lo Chengdu Open 2017 è stato un torneo di tennis giocato sul cemento. È stata la seconda edizione del torneo, che ha fatto parte della categoria ATP World Tour 250 series nell'ambito dell'ATP World Tour 2017. Si è giocato al Sichuan International Tennis Center di Chengdu, in Cina, dal 25 settembre al 1º ottobre 2017.

## Partecipanti

### Teste di serie
| Nazionalità | Giocatore            | Ranking* | Testa di serie |
| ----------- | -------------------- | -------- | -------------- |
| Austria     | Dominic Thiem        | 7        | 1              |
| Spagna      | Albert Ramos Viñolas | 25       | 2              |
| Russia      | Karen Chačanov       | 32       | 3              |
| Russia      | Andrej Rublëv        | 37       | 4              |
| Giappone    | Yūichi Sugita        | 42       | 5              |
| Regno Unito | Kyle Edmund          | 45       | 6              |
| Serbia      | Viktor Troicki       | 47       | 7              |
| Argentina   | Leonardo Mayer       | 53       | 8              |

* Rankings al 18 settembre 2017.

### Altri partecipanti
I seguenti giocatori hanno ricevuto una wildcard per il tabellone principale:
- Wu Di
- Wu Yibing
- Mikael Ymer

Il seguente giocatore è entrato in tabellone come Special Exempt:
- Juan Mónaco

I seguenti giocatori sono passati dalle qualificazioni:

- Taylor Fritz
- Adrián Menéndez Maceiras
- Mate Pavić
- Stefanos Tsitsipas

### Ritiri
Prima del torneo
- Adrian Mannarino →sostituito da  Dušan Lajović
- Jo-Wilfried Tsonga →sostituito da  Thiago Monteiro
- Fernando Verdasco →sostituito da  Bernard Tomić

Durante il torneo
- Marcos Baghdatis
- Mate Pavić

## Campioni

### Singolare
Denis Istomin ha sconfitto in finale  Marcos Baghdatis con il punteggio di 3–2 rit.
- È il secondo titolo in carriera per Istomin, il primo della stagione.

### Doppio
Jonathan Erlich /  Aisam-ul-Haq Qureshi hanno sconfitto in finale  Marcus Daniell /  Marcelo Demoliner con il punteggio di 6–3, 7–6(3).